# Chad Marshall
Chad Marshall, född 22 augusti 1984, är en amerikansk före detta fotbollsspelare som spelade mittback för amerikanska Columbus Crew och Seattle Sounders FC i Major League Soccer.
Marshall studerade på Stanford University under två år samtidigt som han spelade för deras fotbollslag Stanford Cardinal. 2004 blev han draftad av Columbus Crew som andre spelare i 2004 MLS SuperDraft och fick ett kontrakt.
Han gjorde succé direkt för Columbus Crew och blev utnämnd som Årets back och nominerad till Årets nykomling efter sin första säsong. Säsongen 2007 blev det bara 12 matcher för Marshall p.g.a. bekymmer med hjärnskakningar som hotade hans fortsatta fotbollskarriär.
Han var återställd till säsongen 2008 och hjälpte Crew att vinna MLS Cup.

## Statistik

### Grundserien
| Säsong | Klubb               | Liga                | Matcher | Mål |
| ------ | ------------------- | ------------------- | ------- | --- |
| 2004   | Columbus Crew       | Major League Soccer | 28      | 0   |
| 2005   | Columbus Crew       | Major League Soccer | 30      | 1   |
| 2006   | Columbus Crew       | Major League Soccer | 26      | 1   |
| 2007   | Columbus Crew       | Major League Soccer | 12      | 2   |
| 2008   | Columbus Crew       | Major League Soccer | 29      | 4   |
| 2009   | Columbus Crew       | Major League Soccer | 18      | 4   |
| 2010   | Columbus Crew       | Major League Soccer | 25      | 2   |
| 2011   | Columbus Crew       | Major League Soccer | 32      | 0   |
| 2012   | Columbus Crew       | Major League Soccer | 24      | 2   |
| 2013   | Columbus Crew       | Major League Soccer | 30      | 1   |
| 2014   | Seattle Sounders FC | Major League Soccer | 31      | 1   |
| 2015   | Seattle Sounders FC | Major League Soccer | 29      | 0   |
| 2016   | Seattle Sounders FC | Major League Soccer | 30      | 4   |
| 2017   | Seattle Sounders FC | Major League Soccer | 28      | 1   |
| 2018   | Seattle Sounders FC | Major League Soccer | 30      | 4   |
| 2019   | Seattle Sounders FC | Major League Soccer | 8       | 0   |
| Totalt | Totalt              | Totalt              | 409     | 27  |

### Slutspelet
| Säsong | Klubb               | Liga    | Matcher | Mål |
| ------ | ------------------- | ------- | ------- | --- |
| 2004   | Columbus Crew       | MLS Cup | 2       | 0   |
| 2008   | Columbus Crew       | MLS Cup | 4       | 2   |
| 2009   | Columbus Crew       | MLS Cup | 2       | 0   |
| 2010   | Columbus Crew       | MLS Cup | 2       | 0   |
| 2011   | Columbus Crew       | MLS Cup | 1       | 0   |
| 2014   | Seattle Sounders FC | MLS Cup | 4       | 0   |
| 2015   | Seattle Sounders FC | MLS Cup | 3       | 1   |
| 2016   | Seattle Sounders FC | MLS Cup | 6       | 0   |
| 2017   | Seattle Sounders FC | MLS Cup | 5       | 0   |
| 2018   | Seattle Sounders FC | MLS Cup | 1       | 0   |
| Total  | Total               | Total   | 30      | 3   |